# Пчелино (Казахстан)
Пче́лино (каз. Пчелино) — село у складі Мамлютського району Північноказахстанської області Казахстану. Входить до складу Дубровинського сільського округу.
Населення — 54 особи (2021; 95 у 2009, 171 у 1999, 207 у 1989).
Національний склад станом на 1989 рік:
- росіяни — 61 %.